# Ceriagrion tenellum
Ceriagrion tenellum är en trollsländeart. Ceriagrion tenellum ingår i släktet Ceriagrion och familjen dammflicksländor.

## Underarter
Arten delas in i följande underarter:
- C. t. nielseni
- C. t. tenellum

## Bildgalleri

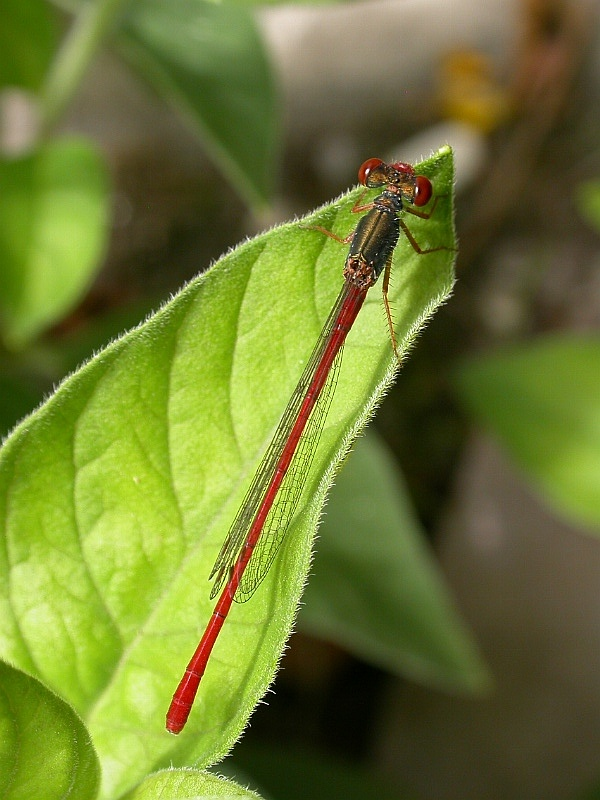
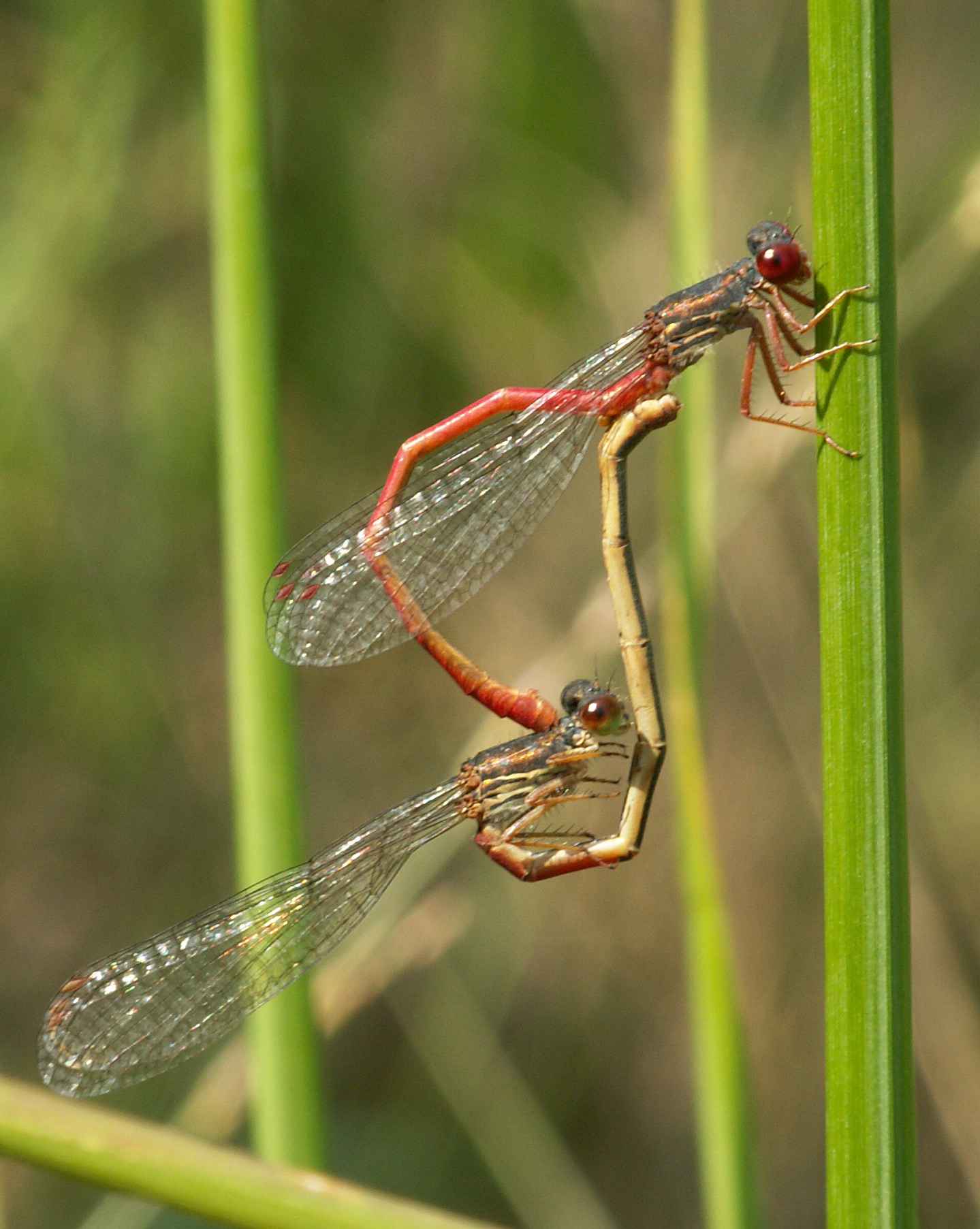
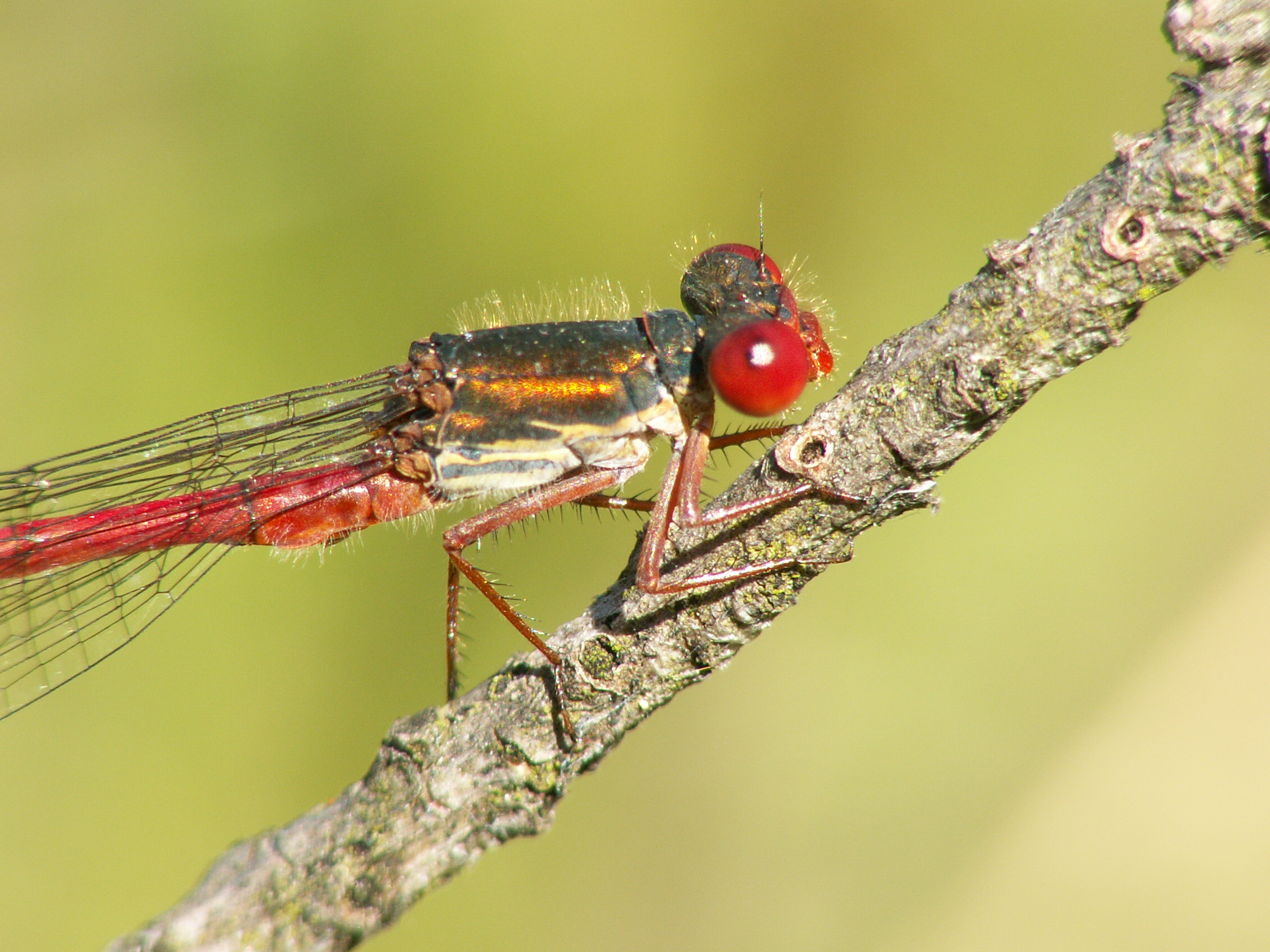
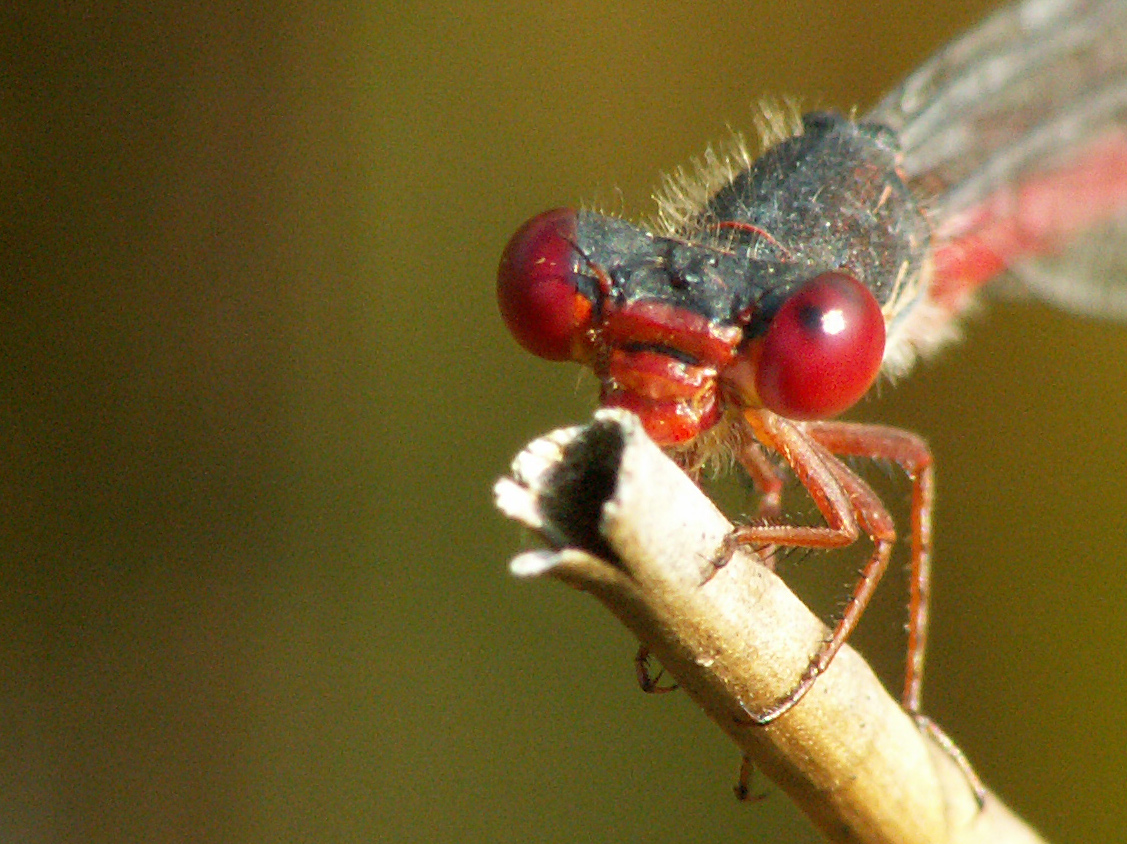
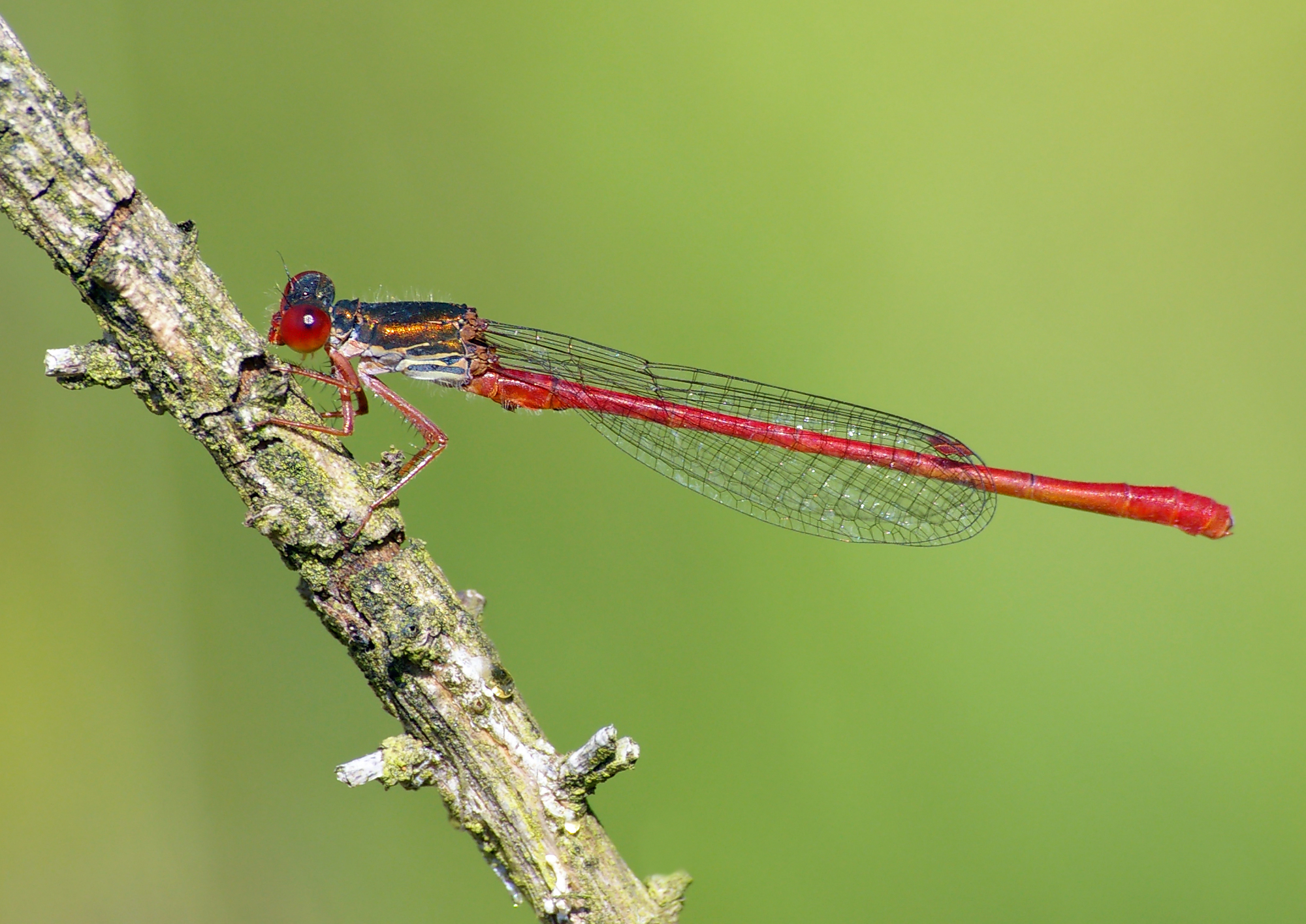